# Favorininae
Favorininae is een onderfamilie van weekdieren uit de klasse van de Gastropoda (slakken).

## Geslachten
- Dicata Schmekel, 1967
- Dondice Marcus, 1958
- Godiva Macnae, 1954